# Nhũ hương (nhựa Pistacia lentiscus)

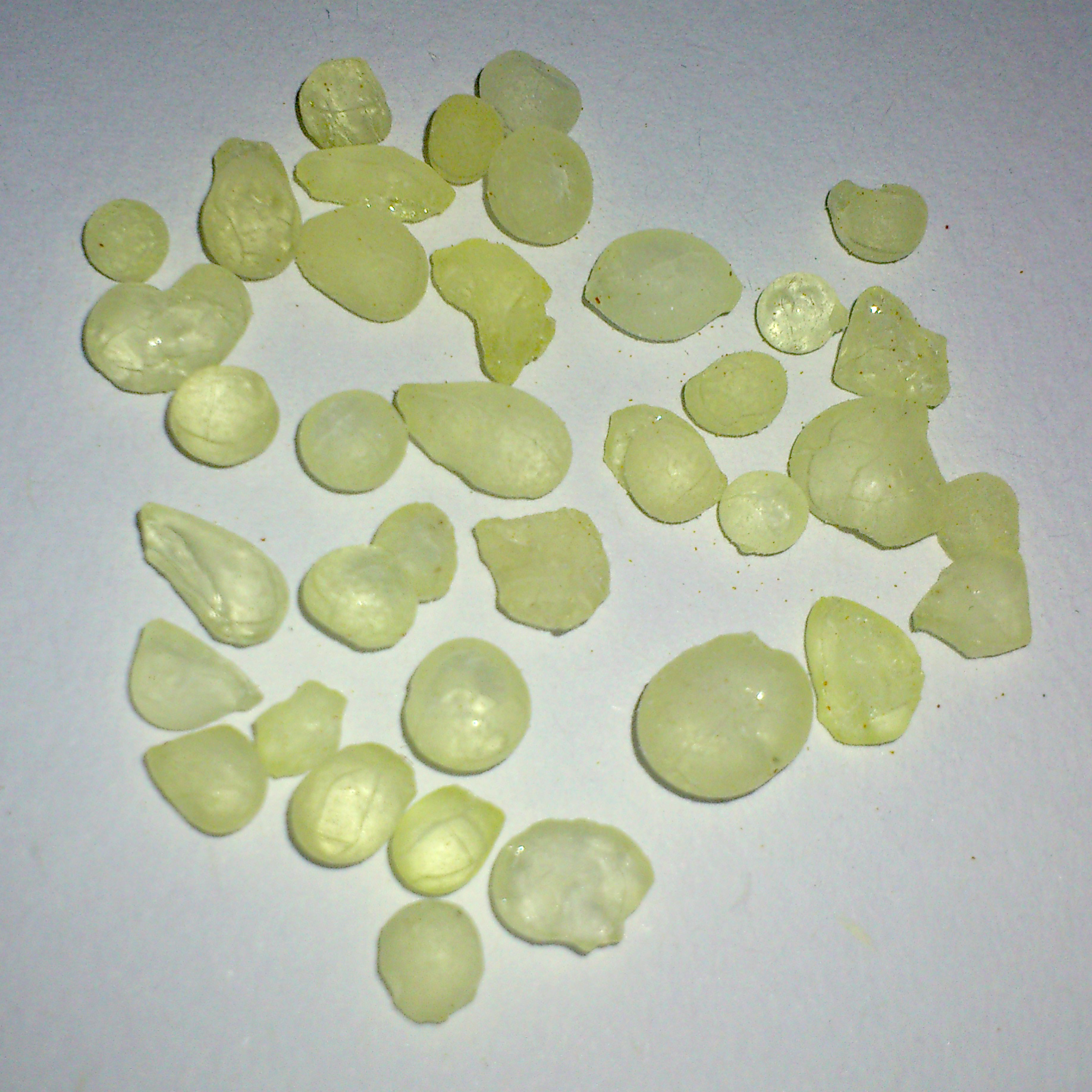
Nhựa Mastic

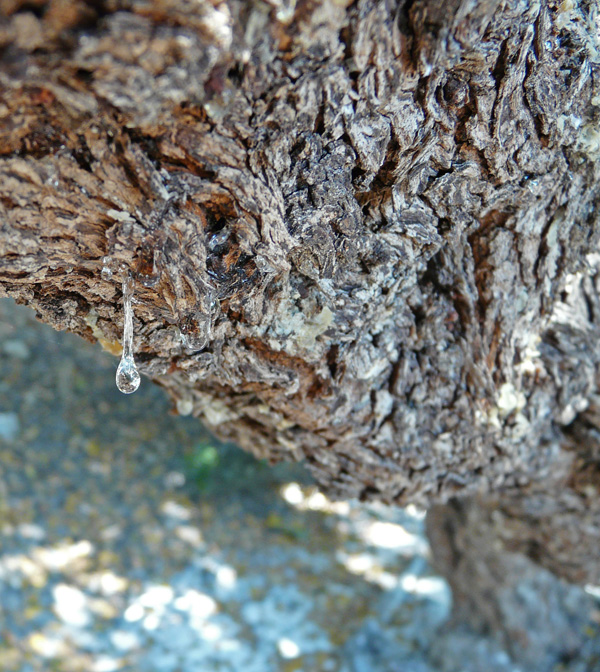

Mastic, còn gọi là nhựa nhai hoặc nhũ hương (tiếng Hy Lạp: Μαστίχα), là nhựa thơm thu được từ cây Pistacia lentiscus. Tên gọi khác của Mastic là "gôm Ả Rập" và "gôm Yemen". Những loại nhựa nhai tốt nhất thu được từ các giống trồng trên đảo Chios của Hy Lạp trên biển Aegea, tại đây nó được gọi là "nước mắt Chios"

## Sử dụng trong thực phẩm
Một trong những cách dùng đầu tiên của nhũ huơng là dùng như kẹo cao su, cũng vì thế mà chúng được gọi là nhựa nhai. Nhũ hương còn được sử dụng trong kem lạnh, nước chấm và gia vị ở Liban. Tại Ai Cập, nhũ huơng được sử dụng để pha chế với các loại rau, cũng như tạo nên độ dẻo của kẹo cao su, cũng như trong thịt và súp. Ở Maroc, nhũ huơng được sử dụng để pha chế đồ ăn.
Ở Thổ Nhĩ Kỳ nhũ huơng được sử dụng làm món tráng miệng của người dân, kẹo cao su kem (Dondurma và Booza), pudding giống như sütlaç.
Ở khối các quốc gia Maghreb, nhũ huơng được sử dụng chủ yếu làm bánh ngọt, kẹo.
Ở Hy Lạp, nhữ huơng được dùng để pha chế với rượu giống như Mastichato, đồ uống, kẹo cao su, bánh ngọt và trong xản xuất phô mát... Nó còn là chất liệu rắn hoặc vật liệu pha chế tạo nên vị ngon Phương Đông và làm hợp khẩu vị người Thổ Nhĩ Kỳ với kẹo cao su kem nhũ hương, và sẽ ngon hơn nếu kết hợp với bánh pudding. Trong các món tráng miệng thì nhũ huơng được sử dụng như các gia vị của mứt hoặc bánh ngọt. Nhũ huơng thường thường được thay thế cho bột ngô và gelatin. Nó còn thay thế bột CMC (E-464) được sử dụng để tạo ra kem thay vì bột sữa. Nhũ hương là các chất tổng hợp được sử dụng làm ra vị kẹo cao su được sản xuất trong 2400 năm qua.

## Các ứng dụng khác
Nhũ hương được sử dụng như các lớp véc ni, được sử dụng để bảo vệ và giữ gìn bản âm của các bức ảnh. nhũ hương còn được sử dụng để tạo ra nước hoa, mỹ phẩm công nghiệp, xà bông, dầu tắm hoặc nước chống khô da (thường được sử dụng ở xứ lạnh). Một số chất được dùng để khử trùng các vết thương nhờ vào số lượng nhựa cây và vi khuẩn. Thời Ai Cập cổ đại, nhũ hương được dùng để ướp xác. Ở Ấn Độ và Iran đã sử dụng nhũ hương như kem đánh răng làm ngăn ngừa sâu răng. Nó còn được sử dụng như sáp trong đèn cầy.
Nhũ hương loại rắn được sử dụng, giống như trầm hương hoặc nhựa cây Boswellia để tạo ra nhang.

## Trong văn hóa

### Do Thái giáo
Chất nhựa chảy ra từ cây pistacia được người Do Thái gọi là: "Homa","mastiki","mostakin". Trong thời Chazal, nhai nhựa của cây có thể chống hôi miệng. Họ viết luật Mishnah trong talmud để xem chất nhựa có được nhai trong thứ bảy không: אין לועסין מוסתכין (מסטיקא) בשבת  
אימתי בזמן שמתכוין לרפואה אם מפני ריח הפה ה"ז (הרי זה) מותר ...... " Không nhai nhũ huơng trong ngày thứ bảy cho tới khi phương thức thuốc trị hôi miệng được tạo ra trong Shabbat (Talmud) Chương 13, Mishnah 7.
Theo ý kiến các giáo sĩ Do Thái Ishtori Haparchi và Isaac Abrabanel nói rằng "nhựa trầm hương" là một trong những loại nhang trong đền thờ Solomon trong jerusalem, nó là " Nhũ hương ".

### Hồi giáo
Trong truyện dân gian Ả Rập, nhũ hương được tượng trưng cho sự huyền bí và sức khỏe cường tráng, và gọi nhũ hương bằng cái tên: " Mystic ".